# We’re No Here
A We’re No Here a Mogwai egy, a Mr Beast albumon szereplő dala.
A szám a lemez egyik leginkább rockelemeket tartalmazó dala. A zenekar gyakran ezzel a számmal zárja koncertjeit, amikor több effekttel és visszacsatolással vegyítik. A cím ötletét egy a Celtic FC korábbi menedzseréről, Martin O'Neillről szóló dal adta.

## Szereplések
- Miami Vice – filmzene[5]
- Torchwood – „A halál ölelése” című epizód[6]
- Csúcsmodellek – 9. évad, 3. rész
- Visszajárók – filmzene[7]

## Fordítás
Ez a szócikk részben vagy egészben  a   We're No Here című angol Wikipédia-szócikk ezen változatának fordításán alapul.  Az eredeti cikk szerkesztőit annak laptörténete sorolja fel. Ez a jelzés csupán a megfogalmazás eredetét és a szerzői jogokat jelzi, nem szolgál a cikkben szereplő információk forrásmegjelöléseként.